# Důl svatého Jiří
Důl svatého Jiří byl objeven v roce 1967 při hydrogeologickém průzkumu historického jádra města Kutné Hory, zhruba v hloubce 22 m pod Jezuitskou kolejí (dnes GASK). Objevitelé byli přesvědčeni, že se jedná o důl Osel, který až do poloviny 16. století patřil k nejhlubším a nejbohatším dolům světa a který byl právě do těchto míst písemnými prameny lokalizován.[zdroj?] Následný průzkum však prokázal, že se jedná o dokonale zachovanou středověkou odvodňovací štolu, raženou v časovém úseku od 14. až do počátku 16. století. Nejstarší části štoly, tvořené bohatým chodbovým patrem nad zatopeným a zatím neprozkoumaným rozsáhlým důlním dílem, původně propojovaly jednotlivé těžní jámy, ležící na oselském a čapčošském žilném pásmu.
Štola byla vyražena v rulách kutnohorského krystalinika těsně při styku s bazálními křídovými slepenci. V nadloží ruly se nacházejí usazené horniny obsahující vápenec, proto se ve štole vyskytují podobné jevy jako v krasových jeskyních. Veřejnosti přístupná část měří cca 300 metrů a lze jí navštívit pouze v rámci prohlídky s průvodcem.